# Kalehkīn
Kalehkīn (persiska: کله کین) är en ort i Iran.   Den ligger i provinsen Västazarbaijan, i den nordvästra delen av landet, 600 km väster om huvudstaden Teheran. Kalehkīn ligger 1 519 meter över havet och antalet invånare är 808.
Terrängen runt Kalehkīn är varierad. Runt Kalehkīn är det ganska glesbefolkat, med 48 invånare per kvadratkilometer. Närmaste större samhälle är Piranshahr, 4,3 km söder om Kalehkīn. Trakten runt Kalehkīn består till största delen av jordbruksmark.